# Barbu à oreillons noirs
Psilopogon duvaucelii
Espèce
Statut de conservation UICN

 LC  : Préoccupation mineure
Le Barbu à oreillons noirs (Psilopogon duvaucelii) est une espèce d'oiseaux de la famille des Megalaimidae.

## Distribution
Cet oiseau se rencontre dans le Nord-Est de l'Inde, au Népal, au Bhoutan, au Bangladesh, en Birmanie, en Thaïlande, dans le Sud de la Chine, au Laos, au Cambodge, au Viêt Nam, en Malaisie, au Brunei et en Indonésie à Sumatra et au Kalimantan.

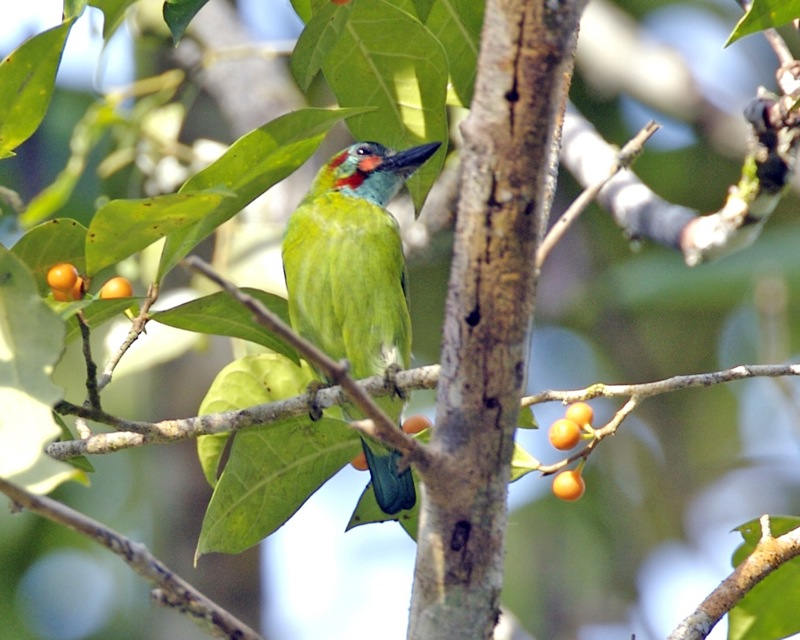
Psilopogon duvaucelii cyanoticus, Province de Phuket, Thaïlande

## Liste des sous-espèces
Selon la classification de référence du Congrès ornithologique international (version 6.4, 2016) :
- Psilopogon duvaucelii cyanotis (Blyth, 1847)
- Psilopogon duvaucelii orientalis (Robinson, 1915)
- Psilopogon duvaucelii stuarti (Robinson & Kloss, 1919)
- Psilopogon duvaucelii duvaucelii (Lesson, 1830)
- Psilopogon duvaucelii gigantorhinus (Oberholser, 1912)
- Psilopogon duvaucelii tanamassae (Meyer de Schauensee, 1929)

## Taxinomie
Psilopogon australis duvaucelii a été élevée au rang d'espèce à la suite des travaux de den Tex et Leonard en 2013.